# Piasek (województwo warmińsko-mazurskie)
Piasek (do 1945 r. niem. Sand) – wieś w Polsce położona w województwie warmińsko-mazurskim, w powiecie bartoszyckim, w gminie Górowo Iławeckie. W latach 1975–1998 miejscowość położona była w województwie olsztyńskim.

## Historia
W 1983 r. we wsi było 15 domów z 81 mieszkańcami. W tym czasie we wsi funkcjonowało 16 indywidualnych gospodarstw rolnych o łącznym areale 184 ha. W gospodarstwach tych hodowano 113 sztuk bydła (w tym 57 krów mlecznych), 103 świnie i 21 koni. W tym okresie we wsi był punkt biblioteczny oraz zakład remontowo-budowlany.